# Тис (древесина)
Тис — древесина тисов, деревьев рода Taxaceae.

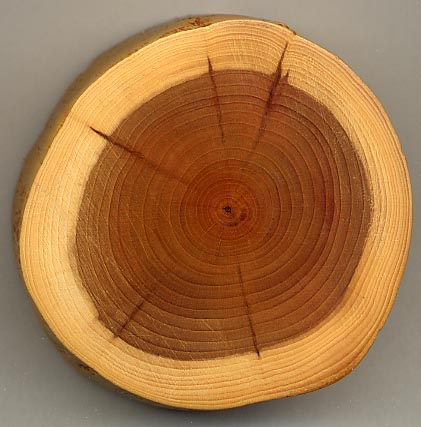
Поперечный срез

## Свойства и использование
Европейский тис это ядровая порода дерева. Узкая заболонь желтовато-белая и занимает от десяти до двадцати годовых колец. Ядро красновато-коричневого цвета. Эта устойчивая, плотная, тяжёлая, твёрдая и в то же время эластичная древесина, имеющая тонкие годовые кольца из-за медленного роста. Её высокая плотность сказывается на её весе. Кубометр тиса весит от 640 до 800 кг. Для сравнения кубометр древесины секвойи весит 420, сосны 510, а бука и дуба 710 кг. Тис сохнет очень хорошо, коробится при этом слабо, но хорошо обрабатывается. В наше время европейский тис не имеет большого лесотехнического значения. Изредка появляющаяся на рынке древесина применяется для изготовления шпона, резьбы по дереву, а также изготовления музыкальных инструментов.

## Использование в каменном и бронзовом веках
Значительно большее значение древесина тиса играла в более ранние эпохи. Твёрдая и эластичная древесина тиса прекрасно подходит для изготовления луков и копий: оба из самых старых найденных деревянных артефактов это тисовые копья. Более старое было найдено вблизи Clacton-on-Sea (Эссекс) и датируется возрастом 150 тысяч лет. Вторая находка происходит из нижнесаксонского Лерингена, где был найден скелет лесного слона, в грудной клетке которого находилось тисовое копьё длиной 2,38 м. Возраст находки оценивается в 90 тысяч лет и приписывается среднепалеолитическим неандертальцам. В различных местах Северной Германии было найдено восемь тисовых луков, возраст которых колеблется от 8 до 5 тысяч лет.
Находки раннего каменного века указывают на использование тиса для изготовления таких предметов как ложки, тарелки, миски, гвозди и шила. Три корабля бронзового века, найденные в устье реки Хумбер в Йоркшире, сделаны из дубовых досок, соединённых друг с другом тисовыми волокнами. Останки свайных строений бронзового века, например в Мондзее, также из тиса, который отличается высокой устойчивостью к влаге.

## Длинный лук и его воздействие на природные запасы тиса
Тисовые луки сначала изготавливались только из ядровой древесины тиса. Только с VIII века при изготовлении луков начали использовать различие в свойствах заболони и ядровой древесины. Применяемая на внутренней стороне лука ядровая древесина жёсткая и выдерживает сильное сжатие, в то время как заболонь гибче и растяжима и потому использовалась на наружной стороне лука. Сила натяжения такого почти композитного лука могла достигать при длине лука 1,8-2 метра от 36 до 54 кг, что обеспечивало выпущенной из такого лука стреле высокую дальность полёта и пробивную силу. Англия лидировала в применении таких луков. Англичане переняли их от валлийцев и уже в 1298 году опробовали в борьбе против скоттов. Одной из самых громких их побед считается битва при Азенкуре в 1415 году, когда английские лучники обеспечили победу над имевшей существенное превосходство французской армией.
Великолепные оружейные свойства древесины тиса привели к истощению её запасов. Каждое торговое судно, которое намеревалось вести торговлю в Англии, было обязано с 1492 года уплачивать пошлину в виде определённого количества тисовых заготовок. Это отразилось даже в лингвистике — слова такса и такси, происходит от названия этого налога. В конечном итоге это привело к такому уменьшению популяции тиса во всей Европе, что и до сих пор она не восстановлена в полной мере. Вряд ли европейская популяция тиса восстановится в изначальном виде — высокие и прямые деревья вырубались в первую очередь, имеющиеся сейчас представляют собой кустообразную форму. Только между 1521 и 1567 годами из Австрии и Баварии было вывезено от 600 000 до 1 миллиона тисовых заготовок 2 метра длиной и 6 см в диаметре. В 1568 году герцог Альбрехт был вынужден сообщить имперскому совету в Нюрнберге, что в Баварии больше не осталось тисов, пригодных для изготовления луков. В Англии отреагировали на сокращение поступления тиса предписанием, согласно которому каждый лучных дел мастер обязан изготавливать на один тисовый четыре лука из менее пригодной рябины, а кроме того, использование тисовых луков было запрещено юношам до 17 лет. Документы того времени позволяют предположить, что после истощения тисовых запасов Центральной и Южной Европы Англия получала тис с Карпат и северо-восточной Прибалтики. В 1595 году по приказу английской королевы Елизаветы I началось перевооружение английской армии с луков на мушкеты. Фриц Хагенедер в своей монографии о тисе высказывает мнение, что это перевооружение, произошедшее в тот момент, когда длинные луки далеко превосходили мушкеты по всем параметрам (как то: дальность, точность и скорость стрельбы) началось исключительно из-за отсутствия древесины тиса.

## Другие использования тисовой древесины

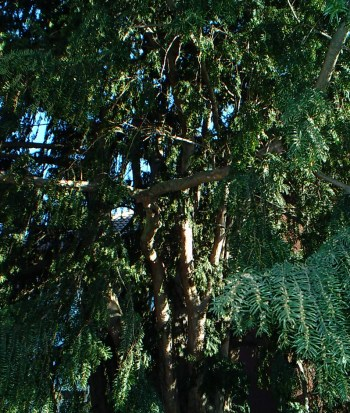
Ствол тиса

Применение тиса не ограничивалось изготовлением луков. Наряду с различными бытовыми предметами, такими как ткацкие челноки, коробочки, вёдра, расчёски и топорища, устойчивая к влаге древесина тиса применялась для так называемых подошвенных балок, которые укладывались прямо на каменный фундамент домов и не подвергались при этом значительным повреждениям ввиду воздействия влаги. Также эта древесина использовалась для бочек и водопроводов. Из этой эластичной древесины до XX века изготавливали ручки кнутов.